# Sub Bass Monster
Máté Szabolcs, azaz Sub Bass Monster (Veszprém-Gyulafirátót, 1977. április 15.) magyar rapper.

## Élete
1994-ben Máté Szabolcs gyermekkori barátjával, Kovács Péterrel megalapította a Hemapopu formációt. 1996-ban a Fila Rap Jam nevű versenyre elküldtek egy demót, amivel a 3. helyen végeztek. A dal a Rap Jam válogatáslemezre is felkerült. Több sikeres fellépés után a Hemapopu feloszlott. Ezután összebarátkozott az Animal Cannibals-szel, akik segítették karrierje elindulásában. 1997-ben a Fila Rap Jam II-n már egyedül lépett fel a Nincs nő, nincs sírás című dallal Sub Bass Monster néven, ami a műfajra és a termetére utal. Ezt lemezszerződés követte a Magneoton-Warner zenei kiadónál. Első lemeze a Félre az útból platinalemez lett. 2017-ben megnősült.

## Zenei karrier
1999 júniusában jelent meg a debütáló albuma Félre az útból címmel. A lemezen helyet kapott a Nincs nő, nincs sírás című dala is, melyből később az album első kislemeze készült. Ezen kívül az albumról még 3 rendkívül sikeres kislemez jelent meg: a Gyulafirátót, a 4 ütem és a Mákvirág című dalokból. Az albumból 50 000 példány kelt el, így elérte a platinalemez minősítést.
2000-ben több mint 250-szer lépett fel, többek között a Sziget Fesztiválon is. Veszprém polgármestere Veszprém megyei jogú város aranyérmével tüntette ki Sub Bass Monster-t kiemelkedő kulturális munkájáért. 2001-ben jelent meg második albuma Tovább is van, mondjam még? címmel, melyről egy kislemez jelent meg, az Igaz vagy hamis című dalból. Az albumból 30 000 példány kelt el, ezzel elérte az aranylemez minősítést.
2002-ben Sub Bass Monster megjelentetett egy remixalbumot SBMX címmel. Az albumon az előadó legismertebb dalainak remixváltozatai hallhatóak.
2006-ban jelent meg negyedik albuma Sub Bass Monster címmel. Az albumról három kislemez jelent meg: a Sub Bass Monster, a Ragga a csodaszarvasról és az A mindent vivő sláger című dalokból.
Még 2006-ban a Magna Cum Laude együttes felkérte Sub Bass Monstert egy közös dal elkészítéséhez. A közös kislemez a Lehet, hogy eltört címet kapta.
2008-ban Sub Bass Monstert felkérték Keményffy Tamás új filmje, a Mázli főcímdalának eléneklésére. A dalból, ami szintén a Mázli címet kapta, videóklip is készült.
2008 és 2009 között részt vett az Animal Cannibals új Rap diszkó című albumának felvételein. Az albumról már több kislemez is megjelent, melyek közül háromban, az Északon, Délen, a Régi cucc és a Faház meg Sátor című számokban Sub Bass Monster is szerepel. 2009-ben megjelent Mista Slota című számában a szlovák nyelvtörvény ellen tiltakozik.
2013. június 10-én, egy kisebb kihagyás után megjelent az ötödik albuma, ami a Fekete Lemez nevet viselte. Érdekessége, hogy a borítóján látható SBM betűkből álló sárkányt maga az előadó tervezte.
2020-ban közreműködött a Red Bull Pilvaker zenei társulattal, így jött létre a "Nem tudhatom".

## Diszkográfia

### Albumok
| Megjelenés éve | Album címe                  | Album típusa   | Legmagasabb helyezés                   | Minősítés    |
| Megjelenés éve | Album címe                  | Album típusa   | MAHASZ Top 40 album- és válogatáslemez | Minősítés    |
| -------------- | --------------------------- | -------------- | -------------------------------------- | ------------ |
| 1999           | Félre az útból              | 1. stúdióalbum | 2.                                     | Platinalemez |
| 2001           | Tovább is van, mondjam még? | 2. stúdióalbum | 1.                                     | Aranylemez   |
| 2002           | SBMX                        | Remixalbum     | —                                      |              |
| 2006           | Sub Bass Monster            | 3. stúdióalbum | 25.                                    |              |
| 2013           | Fekete lemez                | 4. stúdióalbum | —                                      |              |

### Videoklipek
Félre az útból album
- Gyulafirátót[2]
- Mákvirág[3]
- Nincs nő, nincs sírás[4]
- Négy ütem[5]

Tovább is van, mondjam még? album
- Igaz vagy hamis[6]
- Tovább is van...[7]
- Visszaszámlálás[8]

SBMX remixalbum
- Minden reggel[9]

Sub Bass Monster album
- A mindent vivő sláger[10]
- Sub Bass Monster[11]
- Ragga a csodaszarvasról[12]

Fekete lemez album
- Menj tovább[13]
- Ne sírj anyám[14]

Album nélkül
- Nem kunszt[15]

Vendégzenék
- AHA feat. Sári Évi[16]
- É.J. feat. Animal Cannibals[17]
- Északon Délen feat. Animal Cannibals[18]
- Faház meg sátor feat. Animal Cannibals[19]
- Fanyarország feat. Funktasztikus[20]
- Fülledt nyár feat Gáspár Laci[21]
- Ha én lennék a főnök feat. Hősök és Tkyd[22]
- Lehet, hogy eltört feat. Magna Cum Laude[23]
- Megölöm a mikrofont feat. Dopeman[24]
- Régi cucc feat. Animal Cannibals[25]
- Tréning feat. Eckü[26]
- Soha feat. Hősök és Zselenszky[27]
- Sírva vigad a Magyar feat. Maszkura[28]
- Volt és lesz feat. Essemm[29]
- Falu végén kurta kocsma feat. Fluor Tomi és Lábas Viki[30]

### Főcímdalok
- Mázli (Mázli)
- Nem vagyok ideges (Ede megevé ebédem)
- Visszaszámlálás (Utolsó vacsora az Arabs Szürkénél)

### Reklám
- TakarékPont feat. Fluor[31]

### Slágerlistás dalok
| Év                        | Dal                    | Legmagasabb helyezés | Legmagasabb helyezés   | Legmagasabb helyezés | Legmagasabb helyezés | Legmagasabb helyezés         | Legmagasabb helyezés | Album            |
| Év                        | Dal                    | VIVA Chart           | Mahasz Editors’ Choice | Mahasz Rádiós Top 40 | Mahasz Dance Top 40  | MAHASZ Single (track) Top 10 | EURO 200             | Album            |
| ------------------------- | ---------------------- | -------------------- | ---------------------- | -------------------- | -------------------- | ---------------------------- | -------------------- | ---------------- |
| 2006                      | Sub Bass Monster       | 1                    |                        |                      |                      |                              |                      | Sub Bass Monster |
| 2007                      | Rege a csodaszarvasról | 15                   |                        |                      |                      |                              |                      | Sub Bass Monster |
| Közreműködés kislemezeken |                        |                      |                        |                      |                      |                              |                      |                  |

| Év   | Kislemez                                 | Legmagasabb helyezés | Legmagasabb helyezés   | Legmagasabb helyezés | Legmagasabb helyezés | Legmagasabb helyezés         | Legmagasabb helyezés | Album          |
| Év   | Kislemez                                 | VIVA Chart           | Mahasz Editors’ Choice | Mahasz Rádiós Top 40 | Mahasz Dance Top 40  | MAHASZ Single (track) Top 10 | EURO 200             | Album          |
| ---- | ---------------------------------------- | -------------------- | ---------------------- | -------------------- | -------------------- | ---------------------------- | -------------------- | -------------- |
| 2006 | Lehet, hogy eltört feat. Magna Cum Laude | 3                    |                        |                      |                      |                              | 141                  | Minden állomás |

## Színészi karrier
2001-ben Jancsó Miklós Utolsó vacsora az Arabs szürkénél című filmjében szerepelt.

## Elismerések és díjak
- 2000 - Arany Zsiráf-díj - az Év felfedezettje
- 2000 - IM díj - az Év felfedezettje
- 2000 - IM díj - az Év férfi előadója
- 2006 - VIVA Comet - Legjobb férfi előadó (jelölés)